# Szpital Kliniczny im. Andrzeja Mielęckiego w Katowicach
Samodzielny Publiczny Szpital Kliniczny im. Andrzeja Mielęckiego Śląskiego Uniwersytetu Medycznego w Katowicach (SPSKM) – zakład opieki zdrowotnej w katowickiej dzielnicy Śródmieście, mieszczący się przy ul. Francuskiej, szpital Śląskiego Uniwersytetu Medycznego.
Patronem szpitala jest lekarz Andrzej Mielęcki.

## Historia
Kamień węgielny pod budowę szpitala położono w 1895. Pierwszym właścicielem szpitala przy ówczesnej Emmastraße 34 była Górnośląska Spółka Bracka z Tarnowskich Gór. Środki pochodziły ze składek członków spółki. Będąc szpitalem zakładowym, lecznica społeczna przyjmowała górników z kopalń: Eminencja, Kleofas, Ferdynand i Wujek oraz członków ich rodzin. Pierwszy budynek oddano do użytku w 1898 (dzisiaj siedziba kliniki nefrologii). Teren szpitalny miał obejmować 2 ha i 77 arów. Kolejne budynki to budynek portierni i mieszkań pracowniczych, kasyno lekarzy i jednopiętrowy dom mieszkalny. Teren ogrodzono murem. Nowe inwestycje zaczęto realizować w 1908: wybudowano pawilon chorób usznych, kostnicę, pawilon chirurgiczny, budynek administracji oraz wykonano podłączenie do sieci wodociągów miejskich. W 1910 zmodernizowano kotłownię i sieć centralnego ogrzewania. Większość lekarzy w tym okresie była narodowości niemieckiej. W czasie I wojny światowej część personelu wcielono do służby wojskowej. W szpitalu pracował członek Polskiego Komitetu Plebiscytowego dr Henryk Jarczyk. Po I powstaniu śląskim językiem urzędowym szpitala stał się język polski. W czasie II powstania w lecznicy mieścił się sztab Naczelnego Dowództwa Wojsk Sprzymierzonych na Górnym Śląsku gen. Julesa Gratiera, stąd obecna nazwa ulicy Francuskiej. W 1923 do szpitala sprowadzono siostry ze Zgromadzenia Sióstr Miłosierdzia św. Wincentego à Paulo. Szpital liczył wówczas 357 łóżek. W następnych latach dobudowano szereg istniejących do dzisiaj oddziałów szpitalnych. Po 1939 w szpitalu pozostało tylko trzech polskich lekarzy, usunięte zostały siostry zakonne. W czasie II wojny światowej wzniesiono barak, w którym obecnie znajduje się kaplica szpitalna.
Po II wojnie światowej dyrektorami szpitala byli:
- Stefan Łydkowski (1944–1947)
- Mieczysław Szajna (1947–1948)
- Jerzy Iwański (1948–1954)
- Kazimierz Korzeniewski (1954–1963)
- Konstanty Kenda (1963–1990)
- Andrzej Płazak (1990–2009)[3]
- Włodzimierz Dziubdziela (2009–nadal)

## Oddziały
Szpital dysponuje ośmioma oddziałami i izbą przyjęć:
- oddział chorób wewnętrznych i chemioterapii onkologicznej
- oddział hematologii i transplantacji szpiku
- oddział nefrologii, transplantologii i chorób wewnętrznych
- oddział otorynolaryngologii
- oddział dermatologii
- oddział chirurgii ogólnej, naczyniowej i transplantacyjnej
- oddział chirurgii szczękowo-twarzowej
- oddział anestezjologii i intensywnej terapii
- izba przyjęć

## Poradnie i pracownie
Na terenie zespołu szpitalnego działają następujące poradnie i pracownie:
- poradnia hematologiczna
- poradnia transplantacji szpiku
- poradnia chemioterapii
- poradnia nefrologiczna
- poradnia endokrynologiczna
- poradnia leczenia nadciśnienia tętniczego
- poradnia laryngologiczna
- poradnia foniatryczna
- poradnia transplantacji nerki
- poradnia transplantacji wątroby
- poradnia chirurgii ogólnej
- poradnia chirurgii naczyniowej
- poradnia chirurgii onkologicznej
- poradnia chirurgii szczękowo-twarzowej
- poradnia dermatologiczna
- gabinet dermatochirurgii
- pracownia serologiczna
- pracownia bakteriologiczna
- pracownia biochemiczna
- pracownia mikologii
- pracownia histopatologii
- pracownia izotopowa
- pracownia cytogenetyki
- pracownia biologii molekularnej
- pracownia inżynierii szpiku
- pracownia cytometrii przepływowej
- pracownia USG
- pracownia UKG
- pracownia EKG i elektrofizjologii
- pracownia endoskopii
- pracownia rentgenodiagnostyki (w tym angiografii)
- pracownia tomografii komputerowej
- pracownia trichologii
- pracownia densytometrii
- pracownia kapilaroskopii
- pracownia audiometrii
- gabinet testow alergologicznych
- pracownia napromieniowania krwi
- pracownia cytofarez - separatory komórkowe
- pracownia rentgenoterapii
- pracownia kriochirurgii
- pracownia fizykoterapii
- pracownia protetyki
- pracownia światłoterapii
- pracownia balneoterapii
- pracownia laserowa
- pracownia rehabilitacji